# Villeta (Kolumbien)
Villeta ist eine Gemeinde (municipio) im Departamento Cundinamarca in Kolumbien.

## Geographie
Villeta liegt im Westen von Cundinamarca und ist die Hauptstadt der Provinz Gualivá. Villeta liegt am Río Villeta auf einer Höhe von 850 Metern in den kolumbianischen Anden, 84 km von Bogotá entfernt. An die Gemeinde grenzen im Norden Quebradanegra und Nimaima, im Osten Nocaima und Sasaima, im Süden Albán und Vianí und im Westen Guaduas. Villeta ist im städtischen Teil in 38 Viertel (barrios) und im ländlichen Teil in 22 veredas (ländliche Verwaltungseinheiten) sowie die inspección Bagazal unterteilt.

## Bevölkerung
Die Gemeinde Villeta hat 25.617 Einwohner, von denen 16.623 im städtischen Teil (cabecera municipal) der Gemeinde leben (Stand: 2019).

## Geschichte
Villeta wurde 1551 auf dem Weg zwischen dem Río Magdalena und Bogotá als Villa de San Miguel gegründet. Die Siedlung wurde offiziell 1644 als San Miguel de Guaduas an die Stelle des heutigen Guaduas umgezogen. Die ursprüngliche Siedlung wurde allerdings nie vollständig aufgegeben. Villeta erhielt 1856 den Status einer Villa (Stadt). Der Ort wurde bei einem Brand 1888 teilweise zerstört. 1891 wurde eine Brücke über den Río Villeta eingeweiht.

## Wirtschaft
Die wichtigsten Wirtschaftszweige von Villeta sind Landwirtschaft (insbesondere wird Panela hergestellt), Getreidehandel, Geflügelproduktion und Tourismus.

## Sehenswertes
- Wasserfälle Salto del Mico, Bocatoma de Bagazal und Salto Caiquero
- Plaza de la Panela, Panela-Zentrum der Gemeinde
- Parque Principal, Hauptplatz von Villeta
- Camino Real, historischer Weg zwischen Villeta und Guaduas
- Laguna Larga, Lagune[5]

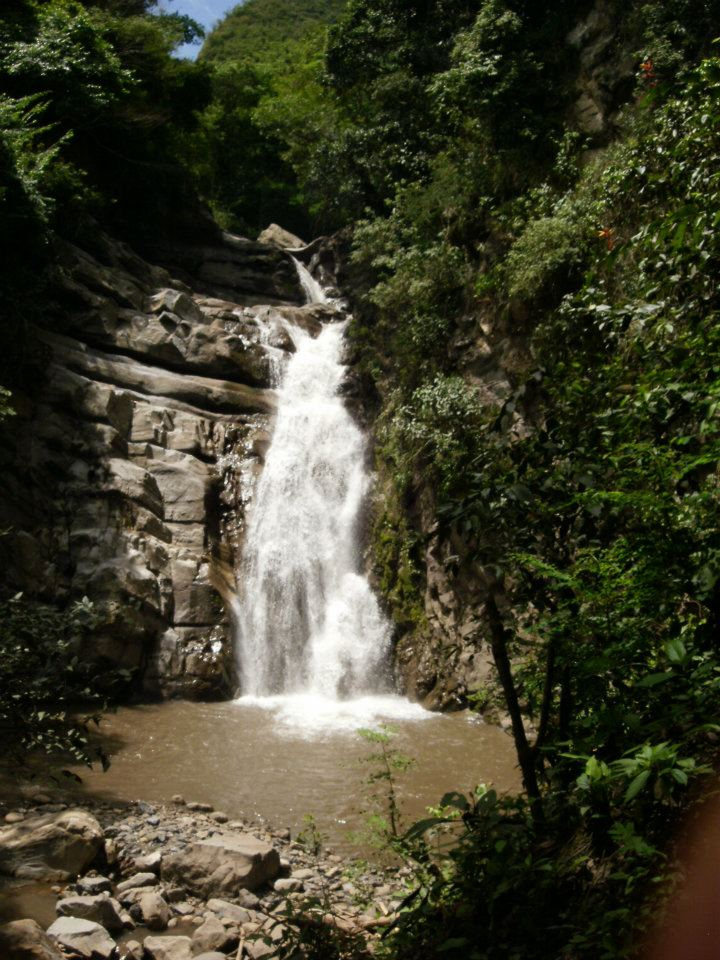
Salto del Mico
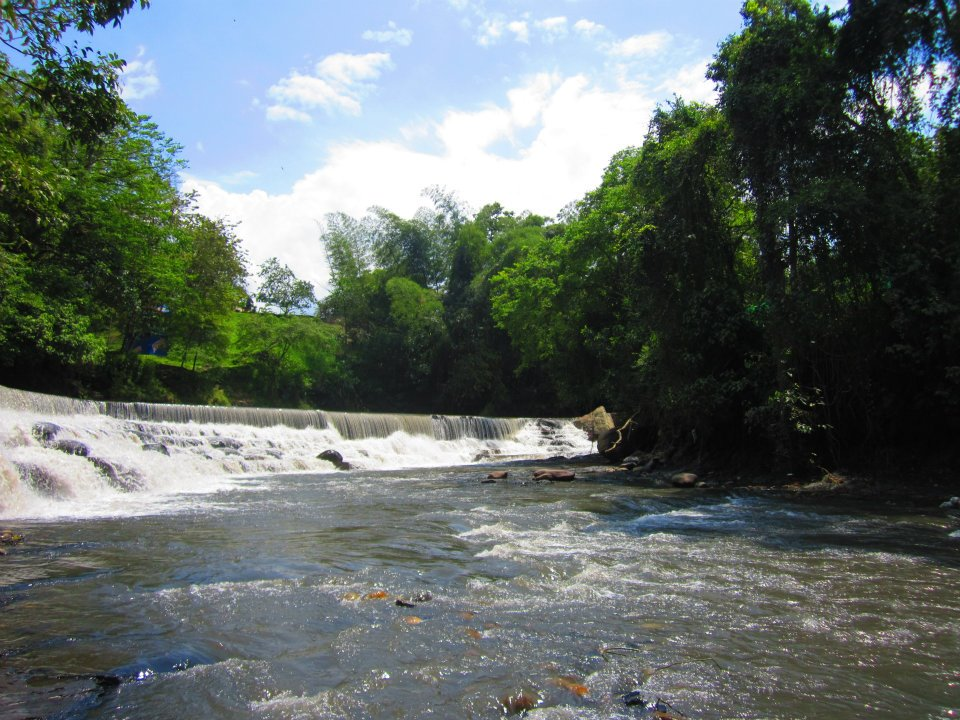
Bocatoma
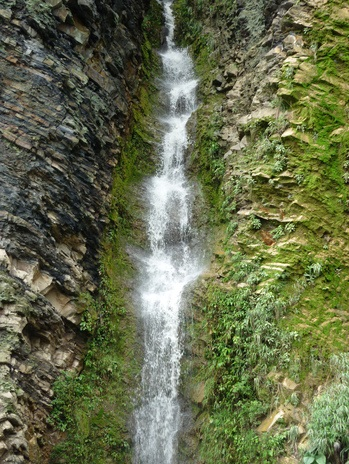
Salto Caiquero
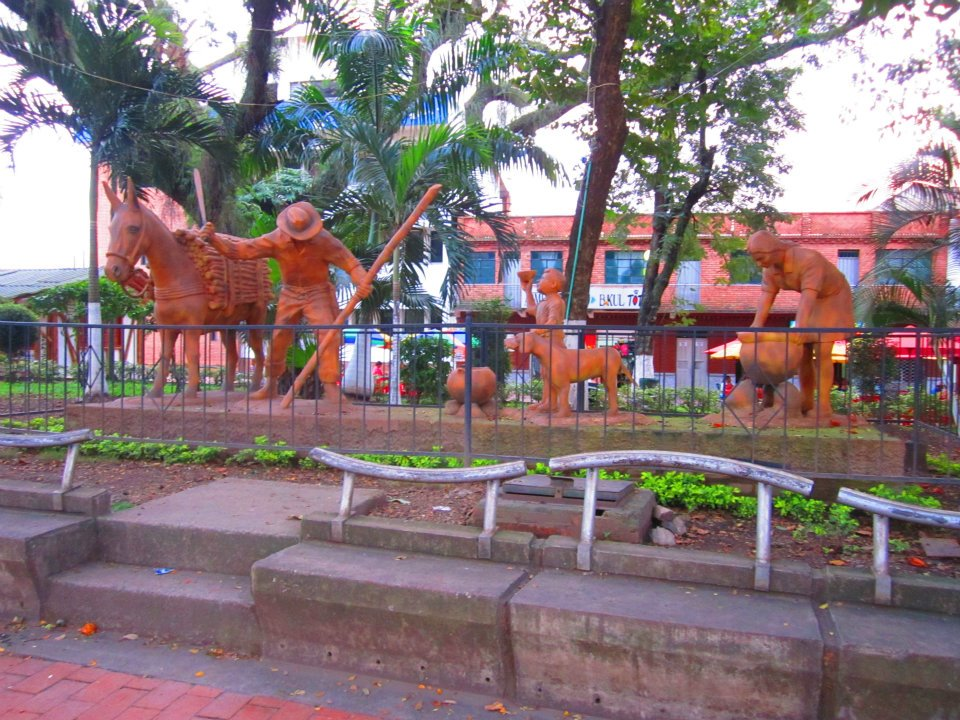
Plaza de la Panela